# Pericentropsis aculeata
Pericentropsis aculeata är en insektsart som beskrevs av Günther 1936. Pericentropsis aculeata ingår i släktet Pericentropsis och familjen Phasmatidae. Inga underarter finns listade i Catalogue of Life.